# Índex de vora
L'índex de vora és una teoria que suggereix que la longitud de les faldilles (vores) augmenta o disminueix juntament amb els preus de les accions a la borsa. La versió més comuna de la teoria és que la longitud de les faldilles s'escurça en èpoques econòmiques bones (dècades del 1920, del 1960 per exemple) i s'allarga en èpoques dolentes, com ara després del crac de Wall Street del 1929. Tanmateix, també s'ha proposat el contrari, amb faldilles més llargues que indiquen prosperitat (dècades del 1950).
Sovint s'atribueix incorrectament la teoria a l'economista George Taylor el 1926. La tesi de Taylor de 1929, Significant postwar changes in the full-fashioned hosiery industry (Canvis significatius de la postguerra en la indústria de la merceria de moda completa), que identificava la longitud de la faldilla com un dels factors que van conduir a un creixement explosiu de la indústria de la merceria durant la dècada de 1920, no proposava una teoria de la vora.
Una investigació no revisada per experts del 2010 va donar suport a la correlació, suggerint que "el cicle econòmic encapçala la línia de fons amb uns tres anys".
Desmond Morris va revisar la teoria al seu llibre Manwatching.